# Lobnica (Drava)
Lobnica je rijeka u Sloveniji. Duga je 12 km. Izvire u Pohorju, a ulijeva u Dravu kod grada Ruša. Na rijeci se nalaze dva slapa Veliki Šumik najveći slap na Pohorju, te manji, devet metara visok Mali Šumnik.

## Vanjske poveznice
|  | Zajednički poslužitelj ima još gradiva o temi Lobnica (Drava) |